# Lilydale Road
Die Lilydale Road ist eine Fernstraße im Nordosten des australischen Bundesstaates Tasmanien. Sie verbindet die George Town Road (B81) in Mowbray einem nördlichen Vororten von Launceston, mit der Stadt Lilydale. Wenige Kilometer nördlich der Stadt wird die B81 als Golconda Road weitergeführt.

## Verlauf
Die Straße zweigt im Launcestoner Vorortes Mowbray von der George Town Road ab und führt nach Nord-Nordosten durch die Siedlung Rocherlea zur Einmündung der Pipers River Road (B83) und weiter nach Lilydale.